# Guillermo Salas
Guillermo Sandro Salas Suárez (Lima, 21 ottobre 1974) è un ex calciatore peruviano, di ruolo difensore. Attualmente è l'allenatore del Club Alianza Lima.